# زیردریایی پالاس (کیو۱۸۹)
زیردریایی پالاس (کیو۱۸۹) (به انگلیسی: French submarine Pallas (Q189)) یک زیردریایی بود که طول آن ۶۸٫۱ متر (۲۲۳ فوت ۵ اینچ) بود. این زیردریایی  در سال ۱۹۳۸ ساخته شد.